# Nikolaj Nebogatov
Nikolaj Ivanovitj Nebogatov (ryska: Николай Иванович Небогатов), född 20 april 1849, död 4 augusti 1922, var en rysk sjöofficer.
Nebogatov blev 1871 underlöjtnant vid ryska flottan, där han 1901 befordrades till konteramiral. Han blev mest känd därigenom, att han sattes som befälhavare för den sista förstärkningseskader, som ryssarna under rysk-japanska kriget 1904-05 utsände från Östersjön till Östasien. Med denna eskader avgick han i början av 1905 från Östersjön och förenade sig 8 maj samma år med amiral Zinovij Rozjestvenskij vid Annamkusten, varefter den samlade ryska flottan gick mot Tsushimasundet, där det för ryssarna så olyckliga slaget utkämpades 27-28 maj. Efter sjöslagets första dag och natt ångade Nebogatov med resterna av ryska flottan mot Vladivostok, men blev omringad av japanska eskadrar, till vilka han, då varje motstånd var hopplöst, gav sig med sin styrka. Han blev därefter ställd inför krigsrätt samt 1906 dömd till döden, en dom, som dock omedelbart mildrades till 10 års fästning. Efter några år blev han benådad, men var sedermera alltjämt berövad sin militära ställning.